# Tri istorii
Tri istorii (russisk: Три истории) er en russisk-ukrainsk spillefilm fra 1997 af Kira Muratova.

## Medvirkende
- Sergej Makovetskij som Tikhomirov
- Leonid Kusjnir som Gena
- Jean-Daniel som Venja
- Renata Litvinova som Ofa
- Ivan Okhlobystin